# 219省道 (福建省)
219省道是中华人民共和国福建省的省道之一。
219省道路线可分为纵八线、联六线两部分，纵八线段长59公里，起点位于南平市邵武市，终于三明市泰宁县，横八线段长361公里，以泰宁县为起点，途经明溪县、永安市、龙岩市漳平市、漳州市华安县，终于龙海区漳州招商局经济技术开发区。